# Родин, Матей
Матей Родин (хорв. Matej Rodin; род. 13 февраля 1996, Меткович, Дубровачко-Неретванска или Сплит) — хорватский футболист, центральный защитник польского клуба «Ракув». Он также имеет боснийское гражданство.

## Клубная карьера
Детство он провёл в хорватском городке Меткович, откуда родом его отец. Воспитанник боснийского клуба ГОШК из региона, населенного многими хорватами. В 2016 году он перешёл в «Локомотиву». После аренды в «Шибенике» и словенском «Алюминии» он играл в высшей лиге Боснии за «ГОШК» и «Железничар».
19 июня 2019 года за 200 000 евро он перешёл в итальянский клуб «Перуджа» из Серии B. Он не сыграл ни одного официального матча за «грифонов», а 17 февраля 2020 года был продан в хорватский клуб «Вараждин».
11 сентября 2020 года он присоединился к старейшему польскому клубу «Краковия», с которым в том же году выиграл национальный Суперкубок.
2 января 2023 года Роден подписал контракт с бельгийским клубом «Остенде» до 2026 года. Спустя чуть больше года, 16 января 2024 года, он вернулся в Польшу, чтобы подписать контракт на полтора года с действующим национальным чемпионом «Ракув» с возможностью продления ещё на 18 месяцев.

## Достижения

### «Краковия»
- Обладатель Суперкубка Польши: 2020[англ.]